# Farzaneh Milani
Farzaneh Milani, née vers 1947 à Téhéran, est une universitaire et auteur irano-américaine. 

## Biographie
Farzaneh Milani enseigne la littérature persane et les women's studies à l'Université de Virginie.  
Elle est présidente du Département des langues et cultures du Moyen-Orient et de l'Asie du Sud. Elle est également poète, traductrice primée et récipiendaire de la bourse Carnegie et du National Endowment for the Humanities.  
Son livre, Veils and Words: the Emerging Voices of Iranian Women Writers (Syracuse, 1992), a vu sa seizième impression.

## Livres
- 1992 : Veils and Words: The Emerging Voices of Iranian Women Writers[1]
- 1999 : A Cup of Sin: Selected Poems of Simin Behbahani (translation, with Kaveh Safa)
- 2011 : Words not Swords: Iranian Women and the Freedom of Movement[2]
- Selected poems published in "Nimeye Digar", "Par", "Barrayand", "Daneshju", "Omid", and "Avaye Portland"[3]